# کتوکائین
کتوکائین (انگلیسی: Ketocaine) با نام تجاری Vericaina نوعی آمینو-اتر است که به عنوان بی‌حس کننده موضعی کاربرد دارد.